# Spermacoce senensis
Spermacoce senensis là một loài thực vật có hoa trong họ Thiến thảo. Loài này được (Klotzsch) Hiern miêu tả khoa học đầu tiên năm 1877.